# Gran Premio Internacional de Fronteras y la Sierra de la Estrella 2019
La 4.ª edición del Gran Premio Internacional de Fronteras y la Sierra de la Estrella (oficialmente: GP Beiras e Serra da Estrela) fue una carrera de ciclismo en ruta por etapas que se celebró entre el 12 y el 14 de abril de 2019 con inicio en la ciudad de Vilar Formoso y final en la ciudad de Covilhã en Portugal. El recorrido consta de un total de 3 etapas sobre una distancia total de 530,5 km.
La carrera hizo parte del circuito UCI Europe Tour 2019 dentro de la categoría 2.1. El vencedor final fue el colombiano Edwin Ávila del Israel Cycling Academy seguido del español Vicente García de Mateos del Ludofoods-Louletano-Aviludo y el portugués Joni Brandão del Efapel.

## Equipos participantes
Tomaron la partida un total de 17 equipos, de los cuales 3 son de categoría Profesional Continental y 14 Continental, quienes conformaron un pelotón de 113 ciclistas de los cuales terminaron 84. Los equipos participantes fueron:
| Equipos continentales profesionales (3)- W52-FC Porto - Israel Cycling Academy - Rally UHC Cycling Equipos continentales (14)- Lokosphinx - RP-Boavista - Efapel - Sporting-Tavira - Vito-Feirense-BlackJack - Ludofoods Louletano Aviludo - LA Alumínios-Metalusa - Miranda-Mortágua - UD Oliveirense/InOutbuild - Massi Vivo-Grupo Oresy - Amore & Vita-Prodir - VIB Sports - EvoPro Racing - Monkey Town-à Bloc CT |
| |

## Etapas
| Etapa     | Fecha     | Recorrido                     | type                   | Distancia (km) | Ganador       | Líder         |
| --------- | --------- | ----------------------------- | ---------------------- | -------------- | ------------- | ------------- |
| 1.ª etapa | 12 de abr | Vilar Formoso – Pinhel        | etapa escarpada        | 155,6          | Edwin Ávila   | Edwin Ávila   |
| 2.ª etapa | 13 de abr | Manteigas – Fundão            | etapa escarpada        | 197,5          | Daniel Mestre | Daniel Mestre |
| 3.ª etapa | 14 de abr | Celorico da Beira – Covillana | etapa de media montaña | 177,4          | Joni Brandão  | Edwin Ávila   |

## Desarrollo de la carrera

### 1.ª etapa
| Vilar Formoso - Pinhel | etapa escarpada | (155,6 km) |

| \| Clasificación de la etapa \| Clasificación de la etapa \| Clasificación de la etapa \| Clasificación de la etapa \| Clasificación de la etapa \| \| Ciclista \| Ciclista \| Equipo \| Tiempo \| \| \| ------------------------- \| ------------------------- \| ------------------------- \| ------------------------- \| ------------------------- \| \| 1.º \| Edwin Ávila \| Israel Cycling Academy \| 3 h 51 min 38 s \| \| \| 2.º \| Francisco Campos \| W52-FC Porto \| + 0 s \| \| \| 3.º \| Daniel Mestre \| W52-FC Porto \| + 0 s \| \| \| 4.º \| Marco Tizza \| Amore & Vita-Prodir \| + 0 s \| \| \| 5.º \| Vicente García de Mateos \| Aviludo-Louletano \| + 0 s \| \| \| 6.º \| David Rodrigues \| Rádio Popular-Boavista \| + 0 s \| \| \| 7.º \| Alex Molenaar \| Monkey Town-À Bloc CT \| + 0 s \| \| \| 8.º \| Joni Brandão \| Efapel \| + 0 s \| \| \| 9.º \| Adam de Vos \| Rally UHC Cycling \| + 0 s \| \| \| 10.º \| Frederico Figueiredo \| Sporting-Tavira \| + 0 s \| \| |                          |                        |                 |
| |                          |                        |                 |
| Fuente: ProCyclingStats |                          |                        |                 |
| Clasificación de la etapa |                          |                        |                 |
| Ciclista | Ciclista                 | Equipo                 | Tiempo          |
| 1.º | Edwin Ávila              | Israel Cycling Academy | 3 h 51 min 38 s |
| 2.º | Francisco Campos         | W52-FC Porto           | + 0 s           |
| 3.º | Daniel Mestre            | W52-FC Porto           | + 0 s           |
| 4.º | Marco Tizza              | Amore & Vita-Prodir    | + 0 s           |
| 5.º | Vicente García de Mateos | Aviludo-Louletano      | + 0 s           |
| 6.º | David Rodrigues          | Rádio Popular-Boavista | + 0 s           |
| 7.º | Alex Molenaar            | Monkey Town-À Bloc CT  | + 0 s           |
| 8.º | Joni Brandão             | Efapel                 | + 0 s           |
| 9.º | Adam de Vos              | Rally UHC Cycling      | + 0 s           |
| 10.º | Frederico Figueiredo     | Sporting-Tavira        | + 0 s           |

| \| Clasificación general \| Clasificación general \| Clasificación general \| Clasificación general \| Clasificación general \| \| Ciclista \| Ciclista \| Equipo \| Tiempo \| \| \| --------------------- \| ------------------------ \| ---------------------- \| --------------------- \| --------------------- \| \| 1.º \| Edwin Ávila \| Israel Cycling Academy \| 3 h 51 min 28 s \| \| \| 2.º \| Daniel Mestre \| W52-FC Porto \| + 3 s \| \| \| 3.º \| Francisco Campos \| W52-FC Porto \| + 4 s \| \| \| 4.º \| Óscar Pelegrí \| Vito-Feirense-Pnb \| + 8 s \| \| \| 5.º \| Anass Aït El Abdia \| VIB Sports \| + 8 s \| \| \| 6.º \| Vicente García de Mateos \| Aviludo-Louletano \| + 9 s \| \| \| 7.º \| Marco Tizza \| Amore & Vita-Prodir \| + 10 s \| \| \| 8.º \| David Rodrigues \| Rádio Popular-Boavista \| + 10 s \| \| \| 9.º \| Alex Molenaar \| Monkey Town-À Bloc CT \| + 10 s \| \| \| 10.º \| Joni Brandão \| Efapel \| + 10 s \| \| |                          |                        |                 |
| |                          |                        |                 |
| Fuente: ProCyclingStats |                          |                        |                 |
| Clasificación general |                          |                        |                 |
| Ciclista | Ciclista                 | Equipo                 | Tiempo          |
| 1.º | Edwin Ávila              | Israel Cycling Academy | 3 h 51 min 28 s |
| 2.º | Daniel Mestre            | W52-FC Porto           | + 3 s           |
| 3.º | Francisco Campos         | W52-FC Porto           | + 4 s           |
| 4.º | Óscar Pelegrí            | Vito-Feirense-Pnb      | + 8 s           |
| 5.º | Anass Aït El Abdia       | VIB Sports             | + 8 s           |
| 6.º | Vicente García de Mateos | Aviludo-Louletano      | + 9 s           |
| 7.º | Marco Tizza              | Amore & Vita-Prodir    | + 10 s          |
| 8.º | David Rodrigues          | Rádio Popular-Boavista | + 10 s          |
| 9.º | Alex Molenaar            | Monkey Town-À Bloc CT  | + 10 s          |
| 10.º | Joni Brandão             | Efapel                 | + 10 s          |

### 2.ª etapa
| Manteigas - Fundão | etapa escarpada | (197,5 km) |

| \| Clasificación de la etapa \| Clasificación de la etapa \| Clasificación de la etapa \| Clasificación de la etapa \| Clasificación de la etapa \| \| Ciclista \| Ciclista \| Equipo \| Tiempo \| \| \| ------------------------- \| --------------------------- \| ------------------------- \| ------------------------- \| ------------------------- \| \| 1.º \| Daniel Mestre \| W52-FC Porto \| 4 h 58 min 47 s \| \| \| 2.º \| Vicente García de Mateos \| Aviludo-Louletano \| + 0 s \| \| \| 3.º \| Edwin Ávila \| Israel Cycling Academy \| + 0 s \| \| \| 4.º \| Óscar Pelegrí \| Vito-Feirense-Pnb \| + 0 s \| \| \| 5.º \| Antonio Santoro \| Monkey Town-À Bloc CT \| + 0 s \| \| \| 6.º \| Marco Tizza \| Amore & Vita-Prodir \| + 0 s \| \| \| 7.º \| Awet Gebremedhin Andemeskel \| Israel Cycling Academy \| + 0 s \| \| \| 8.º \| Ryan Anderson \| Rally UHC Cycling \| + 0 s \| \| \| 9.º \| Maarten de Jonge \| Monkey Town-À Bloc CT \| + 0 s \| \| \| 10.º \| Venceslau Fernandes \| \| + 0 s \| \| |                             |                        |                 |
| |                             |                        |                 |
| Fuente: ProCyclingStats |                             |                        |                 |
| Clasificación de la etapa |                             |                        |                 |
| Ciclista | Ciclista                    | Equipo                 | Tiempo          |
| 1.º | Daniel Mestre               | W52-FC Porto           | 4 h 58 min 47 s |
| 2.º | Vicente García de Mateos    | Aviludo-Louletano      | + 0 s           |
| 3.º | Edwin Ávila                 | Israel Cycling Academy | + 0 s           |
| 4.º | Óscar Pelegrí               | Vito-Feirense-Pnb      | + 0 s           |
| 5.º | Antonio Santoro             | Monkey Town-À Bloc CT  | + 0 s           |
| 6.º | Marco Tizza                 | Amore & Vita-Prodir    | + 0 s           |
| 7.º | Awet Gebremedhin Andemeskel | Israel Cycling Academy | + 0 s           |
| 8.º | Ryan Anderson               | Rally UHC Cycling      | + 0 s           |
| 9.º | Maarten de Jonge            | Monkey Town-À Bloc CT  | + 0 s           |
| 10.º | Venceslau Fernandes         |                        | + 0 s           |

| \| Clasificación general \| Clasificación general \| Clasificación general \| Clasificación general \| Clasificación general \| \| Ciclista \| Ciclista \| Equipo \| Tiempo \| \| \| --------------------- \| --------------------------- \| ---------------------- \| --------------------- \| --------------------- \| \| 1.º \| Daniel Mestre \| W52-FC Porto \| 8 h 50 min 07 s \| \| \| 2.º \| Edwin Ávila \| Israel Cycling Academy \| + 4 s \| \| \| 3.º \| Vicente García de Mateos \| Aviludo-Louletano \| + 8 s \| \| \| 4.º \| Francisco Campos \| W52-FC Porto \| + 12 s \| \| \| 5.º \| Henrique Casimiro \| Efapel \| + 15 s \| \| \| 6.º \| Óscar Pelegrí \| Vito-Feirense-Pnb \| + 16 s \| \| \| 7.º \| Joni Brandão \| Efapel \| + 16 s \| \| \| 8.º \| Frederico Figueiredo \| Sporting-Tavira \| + 17 s \| \| \| 9.º \| Marco Tizza \| Amore & Vita-Prodir \| + 18 s \| \| \| 10.º \| Awet Gebremedhin Andemeskel \| Israel Cycling Academy \| + 18 s \| \| |                             |                        |                 |
| |                             |                        |                 |
| Fuente: ProCyclingStats |                             |                        |                 |
| Clasificación general |                             |                        |                 |
| Ciclista | Ciclista                    | Equipo                 | Tiempo          |
| 1.º | Daniel Mestre               | W52-FC Porto           | 8 h 50 min 07 s |
| 2.º | Edwin Ávila                 | Israel Cycling Academy | + 4 s           |
| 3.º | Vicente García de Mateos    | Aviludo-Louletano      | + 8 s           |
| 4.º | Francisco Campos            | W52-FC Porto           | + 12 s          |
| 5.º | Henrique Casimiro           | Efapel                 | + 15 s          |
| 6.º | Óscar Pelegrí               | Vito-Feirense-Pnb      | + 16 s          |
| 7.º | Joni Brandão                | Efapel                 | + 16 s          |
| 8.º | Frederico Figueiredo        | Sporting-Tavira        | + 17 s          |
| 9.º | Marco Tizza                 | Amore & Vita-Prodir    | + 18 s          |
| 10.º | Awet Gebremedhin Andemeskel | Israel Cycling Academy | + 18 s          |

### 3.ª etapa
| Celorico da Beira - Covillana | etapa de media montaña | (177,4 km) |

| \| Clasificación de la etapa \| Clasificación de la etapa \| Clasificación de la etapa \| Clasificación de la etapa \| Clasificación de la etapa \| \| Ciclista \| Ciclista \| Equipo \| Tiempo \| \| \| ------------------------- \| ------------------------- \| ------------------------- \| ------------------------- \| ------------------------- \| \| 1.º \| Joni Brandão \| Efapel \| 4 h 51 min 32 s \| \| \| 2.º \| Vicente García de Mateos \| Aviludo-Louletano \| + 2 s \| \| \| 3.º \| Edwin Ávila \| Israel Cycling Academy \| + 2 s \| \| \| 4.º \| Danilo Celano \| Amore & Vita-Prodir \| + 5 s \| \| \| 5.º \| Marco Tizza \| Amore & Vita-Prodir \| + 5 s \| \| \| 6.º \| David Rodrigues \| Rádio Popular-Boavista \| + 5 s \| \| \| 7.º \| Frederico Figueiredo \| Sporting-Tavira \| + 5 s \| \| \| 8.º \| Gavin Mannion \| Rally UHC Cycling \| + 5 s \| \| \| 9.º \| Guy Niv \| Israel Cycling Academy \| + 5 s \| \| \| 10.º \| Antonio Santoro \| Monkey Town-À Bloc CT \| + 5 s \| \| |                          |                        |                 |
| |                          |                        |                 |
| Fuente: ProCyclingStats |                          |                        |                 |
| Clasificación de la etapa |                          |                        |                 |
| Ciclista | Ciclista                 | Equipo                 | Tiempo          |
| 1.º | Joni Brandão             | Efapel                 | 4 h 51 min 32 s |
| 2.º | Vicente García de Mateos | Aviludo-Louletano      | + 2 s           |
| 3.º | Edwin Ávila              | Israel Cycling Academy | + 2 s           |
| 4.º | Danilo Celano            | Amore & Vita-Prodir    | + 5 s           |
| 5.º | Marco Tizza              | Amore & Vita-Prodir    | + 5 s           |
| 6.º | David Rodrigues          | Rádio Popular-Boavista | + 5 s           |
| 7.º | Frederico Figueiredo     | Sporting-Tavira        | + 5 s           |
| 8.º | Gavin Mannion            | Rally UHC Cycling      | + 5 s           |
| 9.º | Guy Niv                  | Israel Cycling Academy | + 5 s           |
| 10.º | Antonio Santoro          | Monkey Town-À Bloc CT  | + 5 s           |

## Clasificaciones finales
Las clasificaciones finalizaron de la siguiente forma:

### Clasificación general
| \| Clasificación general \| Clasificación general \| Clasificación general \| Clasificación general \| Clasificación general \| \| Ciclista \| Ciclista \| Equipo \| Tiempo \| \| \| --------------------- \| ------------------------ \| ---------------------- \| --------------------- \| --------------------- \| \| 1.º \| Edwin Ávila \| Israel Cycling Academy \| 13 h 41 min 41 s \| \| \| 2.º \| Vicente García de Mateos \| Aviludo-Louletano \| + 2 s \| \| \| 3.º \| Joni Brandão \| Efapel \| + 4 s \| \| \| 4.º \| Marco Tizza \| Amore & Vita-Prodir \| + 18 s \| \| \| 5.º \| Frederico Figueiredo \| Sporting-Tavira \| + 20 s \| \| \| 6.º \| David Rodrigues \| Rádio Popular-Boavista \| + 21 s \| \| \| 7.º \| Guy Niv \| Israel Cycling Academy \| + 21 s \| \| \| 8.º \| Gavin Mannion \| Rally UHC Cycling \| + 21 s \| \| \| 9.º \| Henrique Casimiro \| Efapel \| + 22 s \| \| \| 10.º \| Alexander Vdovin \| Lokosphinx \| + 24 s \| \| |                          |                        |                  |
| |                          |                        |                  |
| Fuente: ProCyclingStats |                          |                        |                  |
| Clasificación general |                          |                        |                  |
| Ciclista | Ciclista                 | Equipo                 | Tiempo           |
| 1.º | Edwin Ávila              | Israel Cycling Academy | 13 h 41 min 41 s |
| 2.º | Vicente García de Mateos | Aviludo-Louletano      | + 2 s            |
| 3.º | Joni Brandão             | Efapel                 | + 4 s            |
| 4.º | Marco Tizza              | Amore & Vita-Prodir    | + 18 s           |
| 5.º | Frederico Figueiredo     | Sporting-Tavira        | + 20 s           |
| 6.º | David Rodrigues          | Rádio Popular-Boavista | + 21 s           |
| 7.º | Guy Niv                  | Israel Cycling Academy | + 21 s           |
| 8.º | Gavin Mannion            | Rally UHC Cycling      | + 21 s           |
| 9.º | Henrique Casimiro        | Efapel                 | + 22 s           |
| 10.º | Alexander Vdovin         | Lokosphinx             | + 24 s           |

### Clasificación de la montaña
| Clasificación de la montaña | Clasificación de la montaña | Clasificación de la montaña  | Clasificación de la montaña | Clasificación de la montaña |
| Ciclista                    | Ciclista                    | Equipo                       | Puntos                      |                             |
| --------------------------- | --------------------------- | ---------------------------- | --------------------------- | --------------------------- |
| 1.º                         | Henrique Casimiro           | Efapel                       | 29 pts                      |                             |
| 2.º                         | Frederico Figueiredo        | Sporting-Tavira              | 25 pts                      |                             |
| 3.º                         | Joni Brandão                | Efapel                       | 13 pts                      |                             |
| 4.º                         | Luke Mudgway                | EvoPro Racing                | 12 pts                      |                             |
| 5.º                         | Danilo Celano               | Amore & Vita-Prodir          | 12 pts                      |                             |
| 6.º                         | Nikolay Mihaylov            | Efapel                       | 10 pts                      |                             |
| 7.º                         | Anass Aït El Abdia          | VIB Sports                   | 8 pts                       |                             |
| 8.º                         | Josu Zabala                 | União Desportiva Oliveirense | 6 pts                       |                             |
| 9.º                         | Luís Felipe Fernandes       | Aviludo-Louletano            | 6 pts                       |                             |
| 10.º                        | David Rodrigues             | Rádio Popular-Boavista       | 5 pts                       |                             |

### Clasificación de los jóvenes
| Clasificación del mejor joven | Clasificación del mejor joven | Clasificación del mejor joven | Clasificación del mejor joven | Clasificación del mejor joven |
| Ciclista                      | Ciclista                      | Equipo                        | Tiempo                        |                               |
| ----------------------------- | ----------------------------- | ----------------------------- | ----------------------------- | ----------------------------- |
| 1.º                           | Alex Molenaar                 | Monkey Town-À Bloc CT         | 13 h 42 min 15 s              |                               |
| 2.º                           | Pedro Miguel Lopes            | UD Oliveirense-InOutBuild     | + 7 min 29 s                  |                               |
| 3.º                           | João Barbosa                  | Vito-Feirense-Pnb             | + 7 min 58 s                  |                               |
| 4.º                           | Savva Novikov                 | Lokosphinx                    | + 16 min 11 s                 |                               |
| 5.º                           | Francisco Campos              | W52-FC Porto                  | + 18 min 48 s                 |                               |
| 6.º                           | Afonso Silva                  | Rádio Popular-Boavista        | + 26 min 30 s                 |                               |
| 7.º                           | Hélder Gonçalves              | União Desportiva Oliveirense  | + 31 min 20 s                 |                               |
| 8.º                           | Emanuel Duarte                | LA Aluminios                  | + 35 min 01 s                 |                               |
| 9.º                           | Jorge Magalhães               | W52-FC Porto                  | + 37 min 41 s                 |                               |
| 10.º                          | Arseny Nikiforov              | Lokosphinx                    | + 38 min 00 s                 |                               |

### Clasificación por equipos
| Clasificación por equipos | Clasificación por equipos   | Clasificación por equipos | Clasificación por equipos |
| Equipo                    | Equipo                      | Tiempo                    |                           |
| ------------------------- | --------------------------- | ------------------------- | ------------------------- |
| 1.º                       | Israel Cycling Academy      | 41 h 06 min 09 s          |                           |
| 2.º                       | RP-Boavista                 | + 21 s                    |                           |
| 3.º                       | Efapel                      | + 27 s                    |                           |
| 4.º                       | Monkey Town-à Bloc CT       | + 33 s                    |                           |
| 5.º                       | Sporting-Tavira             | + 1 min 21 s              |                           |
| 6.º                       | Ludofoods Louletano Aviludo | + 4 min 02 s              |                           |
| 7.º                       | Amore & Vita-Prodir         | + 8 min 12 s              |                           |
| 8.º                       | Rally UHC Cycling           | + 9 min 37 s              |                           |
| 9.º                       | W52-FC Porto                | + 11 min 17 s             |                           |
| 10.º                      | UD Oliveirense/InOutbuild   | + 19 min 26 s             |                           |

## Evolución de las clasificaciones
| Etapa                   | Vencedor                | Clasificación general | Clasificación de la montaña | Clasificación de los jóvenes | Clasificación por equipos |
| ----------------------- | ----------------------- | --------------------- | --------------------------- | ---------------------------- | ------------------------- |
| 1.ª                     | Edwin Ávila             | Edwin Ávila           | Luke Mudgway                | Francisco Brito Campos       | W52-FC Porto              |
| 2.ª                     | Daniel Mestre           | Daniel Mestre         | Henrique Casimiro           | Francisco Brito Campos       | Israel Cycling Academy    |
| 3.ª                     | Joni Brandão            | Edwin Ávila           | Henrique Casimiro           | Alex Molenaar                | Israel Cycling Academy    |
| Clasificaciones finales | Clasificaciones finales | Edwin Ávila           | Henrique Casimiro           | Alex Molenaar                | Israel Cycling Academy    |

## UCI World Ranking
El Gran Premio Internacional de Fronteras y la Sierra de la Estrella otorgó puntos para el UCI World Ranking para corredores de los equipos en las categorías UCI WorldTeam, Profesional Continental y Equipos Continentales. Las siguientes tablas muestran el baremo de puntuación y los 10 corredores que obtuvieron más puntos:
| Posición              | 1.º | 2.º | 3.º | 4.º | 5.º | 6.º | 7.º | 8.º | 9.º | 10.º | 11.º | 12.º | 13.º-15.º | 16.º-25.º |
| Clasificación general | 125 | 85  | 70  | 60  | 50  | 40  | 35  | 30  | 25  | 20   | 15   | 10   | 5         | 3         |
| Por etapa             | 14  | 5   | 3   |     |     |     |     |     |     |      |      |      |           |           |
| Líder                 | 3   |     |     |     |     |     |     |     |     |      |      |      |           |           |

| Clasificación |                          |                             |         |       |       |       |
| Posición      | Ciclista                 | Equipo                      | General | Etapa | Líder | Total |
| ------------- | ------------------------ | --------------------------- | ------- | ----- | ----- | ----- |
| 1.º           | Edwin Ávila              | Israel Cycling Academy      | 125     | 20    | 3     | 148   |
| 2.º           | Vicente García de Mateos | Ludofoods-Louletano-Aviludo | 85      | 10    | -     | 95    |
| 3.º           | Joni Brandão             | Efapel                      | 70      | 14    | -     | 84    |
| 4.º           | Marco Tizza              | Amore & Vita-Prodir         | 60      | -     | -     | 60    |
| 5.º           | Frederico Figueiredo     | Sporting-Tavira             | 50      | -     | -     | 50    |
| 6.º           | David Rodrigues          | RP-Boavista                 | 40      | -     | -     | 40    |
| 7.º           | Guy Niv                  | Israel Cycling Academy      | 35      | -     | -     | 35    |
| 8.º           | Gavin Mannion            | Rally UHC                   | 30      | -     | -     | 30    |
| 9.º           | Henrique Casimiro        | Efapel                      | 25      | -     | -     | 25    |
| 10.º          | Alexander Vdovin         | Lokosphinx                  | 20      | -     | -     | 20    |